# Tony Ashton
Pour les articles homonymes, voir Ashton.
Edward Anthony Ashton est un claviériste, chanteur et compositeur de rock britannique né le 1er mars 1946 à Blackburn, Lancashire (Angleterre) et décédé le 28 mai 2001.

## Biographie
Tony Ashton gagne sa renommée en 1971 au sein du Ashton, Gardner & Dyke à la sortie du single Resurrection Shuffle (3e au hit-parade).
Toujours en 1971, il chante sur l'album de Jon Lord, Gemini Suite.
Ashton participe à la dernière formation de Family qui enregistre l'album It's Only a Movie en 1973.
Ashton forme ensuite le trio Paice, Ashton & Lord lorsque Ian Paice et Jon Lord quittent Deep Purple.
Tony Ashton meurt d'un cancer en 2001 à l'âge de 55 ans.

## Sources
- (en) Cet article est partiellement ou en totalité issu de l’article de Wikipédia en anglais intitulé « Tony Ashton » (voir la liste des auteurs).